# Long (Mythologie)
Long (chinesisch 龍 / 龙, Pinyin lóng, W.-G. lung2, Jyutping lung4, grafische Variante 竜) ist der Name des chinesischen Drachen. Er gilt als das bekannteste Fabelwesen Chinas beziehungsweise des gesamten ostasiatischen Kulturkreises.
Obwohl Long mit Drache übersetzt wird, ist es ein eigenständiges mystisches Wesen, das mit dem westlichen Drachen wenig Gemeinsamkeiten hat. Insbesondere ist es als Herr des Wassers (Seen, Flüsse, Regen) auch Zeichen für agrarwirtschaftlichen Erfolg und damit für Leben, Reichtum, aber auch Macht und Glück. Die Chinesen bezeichnen sich unter anderem als „Nachfahren des Long“.

## Herkunft und Bedeutung
Das in der Mythologie Chinas häufig vorkommende Wesen ist, im Gegensatz zu den europäischen Drachen, eher mit einer Gottheit als mit einem (böswilligen) Dämon zu vergleichen. Der Drache beziehungsweise die verschiedenen lokalen Drachengottheiten (in Flüssen, Seen, Buchten, einer Legende nach sogar in Brunnen) werden auch noch heute, besonders in ländlichen Gegenden, angebetet, um beispielsweise Regen zu bringen. Allerdings waren nicht alle Drachen gutartig. Gefürchtet war u. a. der schwarze Drache der Flut, der für Überschwemmungen und Stürme verantwortlich war.
Die ältesten Darstellungen drachenähnlicher Mischwesen stammen von den neolithischen Kulturen am Gelben Fluss, die Objekte aus Muscheln und Jade hinterließen, bei denen Schlangen mit Schweinen und anderen Tieren kombiniert sind. Am bekanntesten hiervon sind die Jade-Artefakte der Hongshan-Kultur (circa 4700–2900 v. Chr.). Sie werden im Chinesischen als „Schweine-Drache“ (zhulong, 豬龍) bezeichnet.
Das erste Vorkommen des klassischen Drachenmotivs zusammen mit dem Fenghuang, einem Phönix-ähnlichen Vogel, stammt aus Chinas Zeit der Streitenden Reiche (480–221 v. Chr.). Drache und Fenghuang seien ursprünglich Symbol für das Kaiserpaar, für Himmel und Erde gewesen. Dort begegnete das Symbol den China erobernden Mongolen, die es übernahmen und mit ihren weiteren Eroberungszügen in den Fernen und Nahen Osten brachten. Für die Kunst Vorderasiens sei das Drachenmotiv eine Neuerung des 13. Jahrhunderts. Eines der ersten Beispiele für die Übernahme des Motivs findet sich auf einem tauschierten Metallbecken in Nordsyrien. Ab diesem Zeitpunkt findet sich das Motiv Drache und Fenghuang in stilisierter Form auf Teppichen.

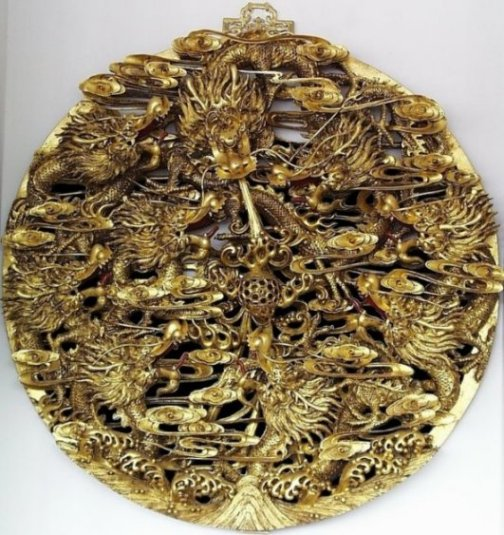
Die Neun Drachen von Kowloon
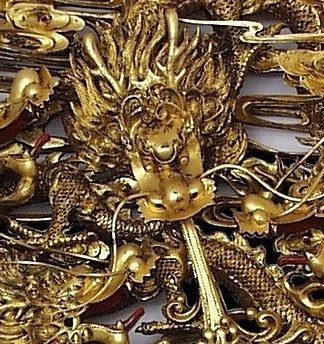
Chinesischer Drache (Ausschnitt)
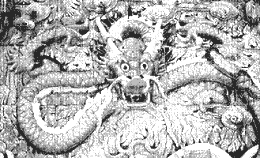
Alter chinesischer Drache
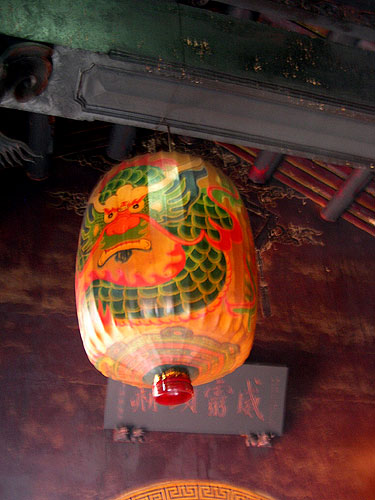
Drachenlampion am Tempel

In der chinesischen Mythologie gibt es zwei Arten von Drachen, die Wasserdrachen, die Gottheiten der Gewässer repräsentieren, sowie die Feuerdrachen. Obwohl sie sich äußerlich beide nicht unterscheiden, so ist ihr Charakter völlig unterschiedlich: Der Feuerdrache fürchtet das Wasser, während der Wasserdrache das Feuer meidet. Es gibt zum Beispiel Märchen, wonach ein bösartiger Feuerdrache durch Wasser getötet wurde.
Der Feuerdrache ist auch das „Haustier“ des chinesischen Feuergottes Zhurong. Er ist rotgeschuppt und spuckt Feuer. Es gibt auch Eisdrachen, die dem Affenkönig Sun Wukong bei seiner Pilgerfahrt nach Indien sehr hilfreich waren (indem sie zum Beispiel das heiße Wasser von Kochtöpfen kühlten, in denen der Affen-Meister – der Mönch Xuanzang – von Dämonen gekocht werden sollte).
Der wichtigste Drachengott ist Ao Guang (敖廣), der Drachenkönig des Ostmeeres, der von einem phantastischen Hofstaat aus (Meeres-)Tiergeistern umgeben war, die eher Menschen mit Tierköpfen darstellten, als dass sie mit Tieren zu vergleichen wären (z. B. Fußsoldaten Garnele und General Krabbe.) Berühmt ist er unter anderem durch seine magischen Waffen, die die Aufmerksamkeit des Affenkönigs Sun Wukong erregten. Auch er wurde als Regenbringer verehrt. Es gibt auch Drachenkönige in den Meeren des Westens, des Nordens und des Südens. Ao Guang ist jedoch der prominenteste Drachenherrscher, und durch seine Bekanntschaft mit Gestalten wie Nezha (哪吒) und Sun Wukong sehr berühmt geworden (wobei er durch Letzteren auch ins Lächerliche gezogen wurde).
Mit der Ankunft des Buddhismus in China wurden die wohlwollenden Aspekte des Drachen manchmal verändert und den bösartigeren Naga angeglichen, was jedoch auf den Long Wang nicht zutrifft.

## Aussehen
Das Aussehen des Drachen lässt sich folgendermaßen beschreiben: Der Leib ist der einer mächtigen Schlange, die Schuppen die eines Karpfens, der Kopf ähnelt dem des Wasserbüffels mit einer Mähne. Auffällig sind auch der Bart und die zwei etwas längeren Bärte an der Nase, die vier Beine (mit variierender Zahl an Zehen, je nach Rang des Wesens) entsprechen denen des Adlers. Den Rücken entlang zieht sich, ähnlich wie beim europäischen Drachen, ein roter Schuppenkamm. Zudem entspringt dem Haupt ein Hirschgeweih. Das Gebiss des Drachens ist eher mit dem eines Säugetiers statt dem eines Reptils zu vergleichen (es gibt Schneidezähne, Eckzähne usw.) und ist somit eher vergleichbar mit dem Kiefer eines Wolfes oder Löwen. Der Nase, dem Halsansatz und dem Unterkiefer entspringt eine Art Bart.

Allerdings kann der Drache auch andere Formen annehmen. Es gibt in China ein Sprichwort: Der Drache hat neun Söhne, jeder von ihnen ist verschieden. So sind die Schildkröten, die im Tempel die Steintafeln tragen (bìxì), und die Löwen auf den geschwungenen Dächern (chīwěn 螭吻, cháofēng 嘲風) nach chinesischer Interpretation ebenfalls Formen von Drachen. Als ein magisches Wesen ist der Drache meist in der Lage, andere Formen, unter anderen auch menschliche Gestalt, anzunehmen. Es soll auch magische Objekte geben, meistens in Form einer Perle (die Drachenperlen), die Menschen in Drachen verwandeln können, falls jemand sie verschluckt.

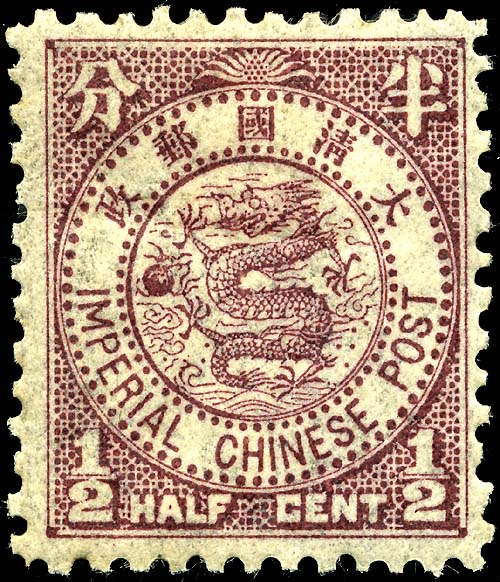
Drache mit fünf Klauen und Drachenperle auf einer chinesischen Briefmarke (1897)

In Korea wird der Drache (kor. yong, 용) mit vier Klauen, in Japan (jap. ryū, 竜) mit drei Klauen dargestellt. In chinesischen Legenden heißt es, je weiter weg die Drachen von ihrem Land reisen, desto mehr Klauen verlieren sie. In japanischen Legenden ist es genau umgekehrt, je weiter sie reisen, desto mehr Klauen wachsen ihnen.

## Kulturelle Bedeutung
Der Drache wird als Symbol vielfältig benutzt:
- Long war Symbol des chinesischen Kaisers, der chinesische Kaiserthron wird auch der Drachenthron genannt. Der kaiserliche Drache besaß fünf Klauen und war allein dem Kaiser und seinen höchsten Beamten vorbehalten. Die Drachendarstellungen auf der Kleidung Beamter niederer Ränge hatten je nach Hierarchie vier oder drei Klauen. Es war allen Untertanen bei Todesstrafe verboten, das Symbol des kaiserlichen Drachen zu verwenden.[6]
- Auch der Göttliche General Mo Lishou, der den Norden bewacht, besitzt einen Long, oder besser gesagt, eine Art mythischer Schlange. Sie verursacht Donner. Die vier Göttlichen Generäle sind buddhistische Götter und leiten sich von den vier Diamantkönigen[Anm. 5] des Buddhismus ab. Sie tragen alle den Familiennamen „Mo“.
- In der chinesischen Zahlensymbolik steht die Neun[Anm. 6] für den chinesischen Drachen Long.
- Er ist das 5. der 12 Erdzweige des chinesischen Kalenders. So sind beispielsweise 2000, 2012 und 2024 Jahre des Drachen. Er ist das einzige mythische Wesen im chinesischen Horoskop.
- China wird oft mit dem Long gleichgesetzt. Seit der Qin-Dynastie ist er Symbol des chinesischen Staates. Auch die Flagge der Qing-Dynastie wird von einem blauen Drachen[Anm. 7] mit fünf Klauen geschmückt.
- Einer Sage nach verstehen die Chinesen sich als „Nachfahren des Long“[Anm. 8].
- In Fengshui werden bestimmte markante geographische Merkmale (meist Flüsse oder langgezogene Berge) als „Long“[Anm. 9] interpretiert. Lage und Ausrichtung von Gebäuden werden an die Position des Drachen angepasst, wobei besonders darauf geachtet wird, dem Drachen nicht „die Sicht zu versperren“.[7]

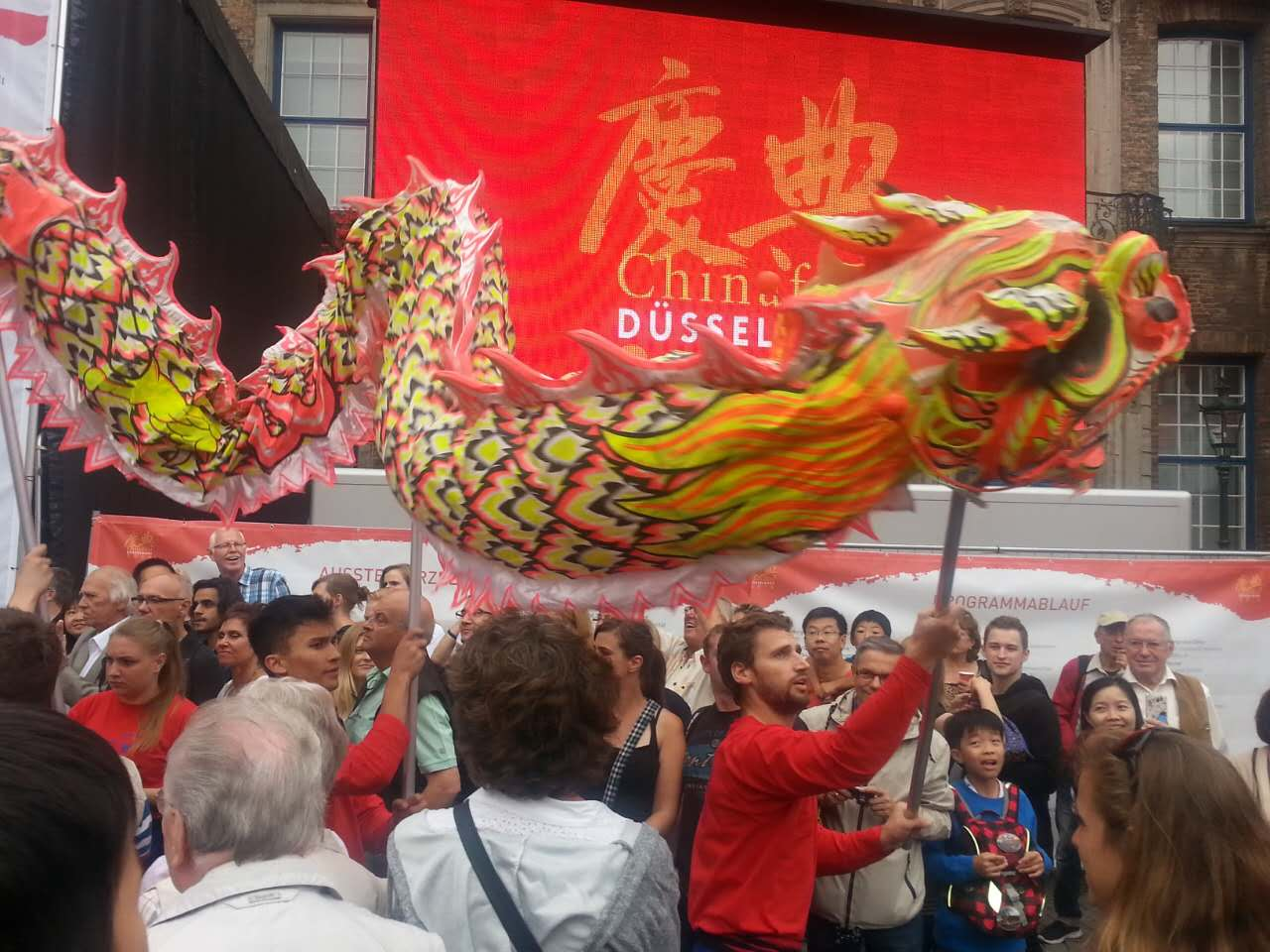
Drachentanz beim Chinafest in Düsseldorf 2016

- In China gibt es auch die Tradition des Drachentanzes.
- Long ist eines der „vier mythologischen Wundertiere“ (siling) Chinas.